# Scott Poteet

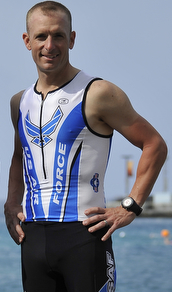
Poteet v roce 2010 na Mistrovství světa v ironman triatlonu

Scott Poteet (* 7. prosince 1973) je bývalý americký vojenský pilot a komerční astronaut, 618. člověk ve vesmíru. Při své kosmické misi Polaris Dawn z programu komerčních letů Polaris strávil na podzim 2024 bezmála 5 dní na oběžné dráze Země v kosmické lodi Crew Dragon a zúčastnil se prvního soukromého výstupu do vesmíru v historii.

## Mládí a vzdělání
Vyrůstal v Durhamu ve státě New Hampshire. Jako malý kluk se podle svých slov potýkal se silnou nevolností, strachem z výšek a nepříliš dobrými studijními výsledky. Často navštěvoval letecké přehlídky na nedaleké Letecké základně Pases, ale letadla ho příliš nezajímala. Po maturitě v roce 1992 na durhamské střední škole Oyster River High School a zapsal také na tamní veřejnou vysokou školu New Hampshire University (NHU). Zájem o létání se v něm probudil během prvního ročníku studia na NHU, když mohl v tankovacím letounu KC-135 na vlastní oči vidět tankování do stíhačky F-16 za letu.
Proto se přihlásil do záložního důstojnického výcvikového sboru letectva a poté, co na NHU získal bakalářský titul v oboru mimoškolního (venkovního) vzdělávání, se zapsal na Leteckou velitelskou a štábní školu (Air Command and Staff College) na Maxwellově letecké základně v Montgomery v Alabamě. Získal také magisterský titul v oboru poradenství a vedení (leadershipu) na Coloradské univerzitě v Colorado Springs, ve vzdělávacím programu provozovaném společně s Leteckou akademií USA.

## Vojenská kariéra
Od prosince 1998 do března 2016 byl příslušníkem Letectva USA (US Air Force). Jako bojový a později zkušební a vyhodnocovací pilot a člen předváděcí akrobatické letky Thunderbirds nalétal přes 3 200 hodin na letounech F-16, A-4, T-38, T-37, T-3 a Alpha Jet. Během 5 vojenských operací včetně Joint Guardian (v rámci mise KFOR) v Evropě a Operace Rozhodná podpora v Afghánistánu nalétal přes 400 bojových hodin. Sloužil také v různých velitelských funkcích včetně velícího důstojníka 64. agresorské letky a zástupce velitele 31. operační skupiny. Do výslužby odešel v březnu 2016 s hodnosti podplukovníka.

## Civilní pracovní kariéra

### Po odchodu z Letectva USA
Po odchodu z letectva zamířil do pozice ředitele pro rozvoj obchodu ve společnosti Draken International, americkém poskytovateli taktických stíhacích letadel pro smluvní letecké služby a výcvik pro soukromé zákazníky a zákazníky z vojenského a obranného průmyslu. Zakladatel firmy, podnikatel a pozdější privátní astronaut Jared Isaacman Poteeta po 4 letech jmenoval viceprezidentem pro strategii ve své další firmě, Shift4 Payments, která po celém světě provozuje platební systémy a zajišťuje ročně miliardy transakcí pro stovky tisíc podniků prakticky ve všech odvětvích.
Prakticky současně se Poteet jako ředitel mise zapojil do příprav prvního privátního kosmického letu Jareda Isaacmana, nazvaného Inspiration4 a uskutečněného v září 2021.
Jared Isaacman v únoru 2022 oznámil, že v návaznosti na svou první vesmírnou misi, kterou inspiroval a financoval, vytvořil celý program 3 letů. V programu Polaris si dal za cíl urychlit rozvoj pilotované kosmonautiky, testování nových technologií a výzkum dopadů kosmických letů na člověka. Stejně jako při své misi mířil také na podporu Dětské výzkumné nemocnice svatého Judy v Memphisu v Tennessee, která se zabývá léčbou dětí s rakovinou. Isaacman současně oznámil složení posádky pro první let programu, Polaris Dawn, kterou kromě něj samého tvořili pilot Scott Poteet, letová specialistka Sarah Gillisová a zdravotnice Anna Menonová. Posádka zahájila základní trénink s očekávaným termínem startu v listopadu 2022. Různé příčiny, jako čekání na dokončení vývoje skafandru pro výstup do volného prostoru, asi měsíční pozastavení letů Falconu 9 nebo nevhodné počasí v místě plánovaného přistání, sice tento termín neumožnily splnit, ale všichni 4 privátní astronauti se nakonec dočkali.

### Po vesmírném letu
Na svém osobním webu a na profilu na síti Linkedin uvádí, že od prosince 2024 je profesionálním řečníkem (Keynote Speaker).

## Astronaut
Po startu svého kosmického letu 10. září 2024 získal Poteet s kolegy několik prvenství a rekordů. Nejprve na eliptické dráze s vysokým apogeem vystoupali 11. září do rekordní výšky 1408,1 km nad zemským povrchem, což je největší dosažená vzdálenost na oběžné dráze kolem Země (nepočítaje samozřejmě lety k měsíci po translunární dráze). Poté se apogeum dráhy snížilo, aby klesla radiační zátěž posádky a všichni její členové se stali účastníky prvního soukromého výstupu do volného prostoru, výstupu s největším počtem zúčastněných osob (2 ze 4 účastníků sice zůstali po celou dobu ve svých křeslech, ale byli s celou otevřenou kabinou vystaveni kosmickému prostředí) a také výstupu nejmladšího člověka v historii (Sarah Gillisová měla v den výstupu 30 let a 255 dnů, předchozí rekord držel Alexej Leonov, jemuž bylo v roce 1965 při vůbec prvním výstupu do vesmíru v historii 30 let a 292 dnů). Loď s posádkou přistála 15. září 2024 po 4 dnech, 22 hodinách a 13 minutách letu.

## Soukromý život
S manželkou Kristen má 2 dcery a syna.
V oblibě má vytrvalostní sporty. Systematicky se věnoval triatlonu, po roce 2000 absolvoval patnáctkrát závod série Ironman včetně 4 mistrovství světa v této disciplíně na Havaji.